# سيي آوا جونيا (سقز)
قرية سيي آوا جونيا (بالكردية: سەیی ئاوای جونیا) هي إحدى القرى التابعة لـترجان في ريف قسم مركزي من مقاطعة سقز، في محافظة كردستان الإيرانية.

## السكان
حسب إحصاءات سنة 2006، بلغ إجمالي السكان في سيي آوا جونيا 57 نسمة وعدد المساكن 9 مسكن. لغة سكان سيي آوا جونيا هي اللغة الكردية و هم من أهل السنة والجماعة والمذهب الشافعي.